# Io Dio
Io Dio è un singolo del gruppo musicale italiano Statuto, pubblicato nel 1986 dalla DTK. Records.

## Il disco
È il primo singolo (non autoprodotto) degli Statuto, e contiene 3 tracce di cui due inediti: "Io Dio" (cantata da Francesco Laudicina) e "Tu Continuerai", oltre ad una riedizione di "Balla".

## Tracce
1. Balla
2. Io Dio
3. Tu Continuerai